# Kopice (Grodków)
Kopice (deutsch: Koppitz, 1936–1945 Schwarzengrund) ist ein Ort in der Stadt- und Landgemeinde Grodków im Powiat Brzeski der Woiwodschaft Opole in Polen.

## Geographie
Das Straßendorf Kopice liegt etwa sieben Kilometer südöstlich von Grodków (Grottkau), 36 Kilometer südlich von Brzeg (Brieg) und 35 Kilometer westlich von Opole in der Schlesischen Tiefebene. Durch den Ort verläuft die Woiwodschaftsstraße 385.
Ortsteile sind der Weiler Dębina (Breitenstück) und das Vorwerk Lesie (Vorwerk Waldau).
Nachbarorte sind im Norden Żelazna (Märzdorf), im Westen Tłustoręby (Kirchberg) und im Süden Więcmierzyce (Winzenberg).

## Geschichte

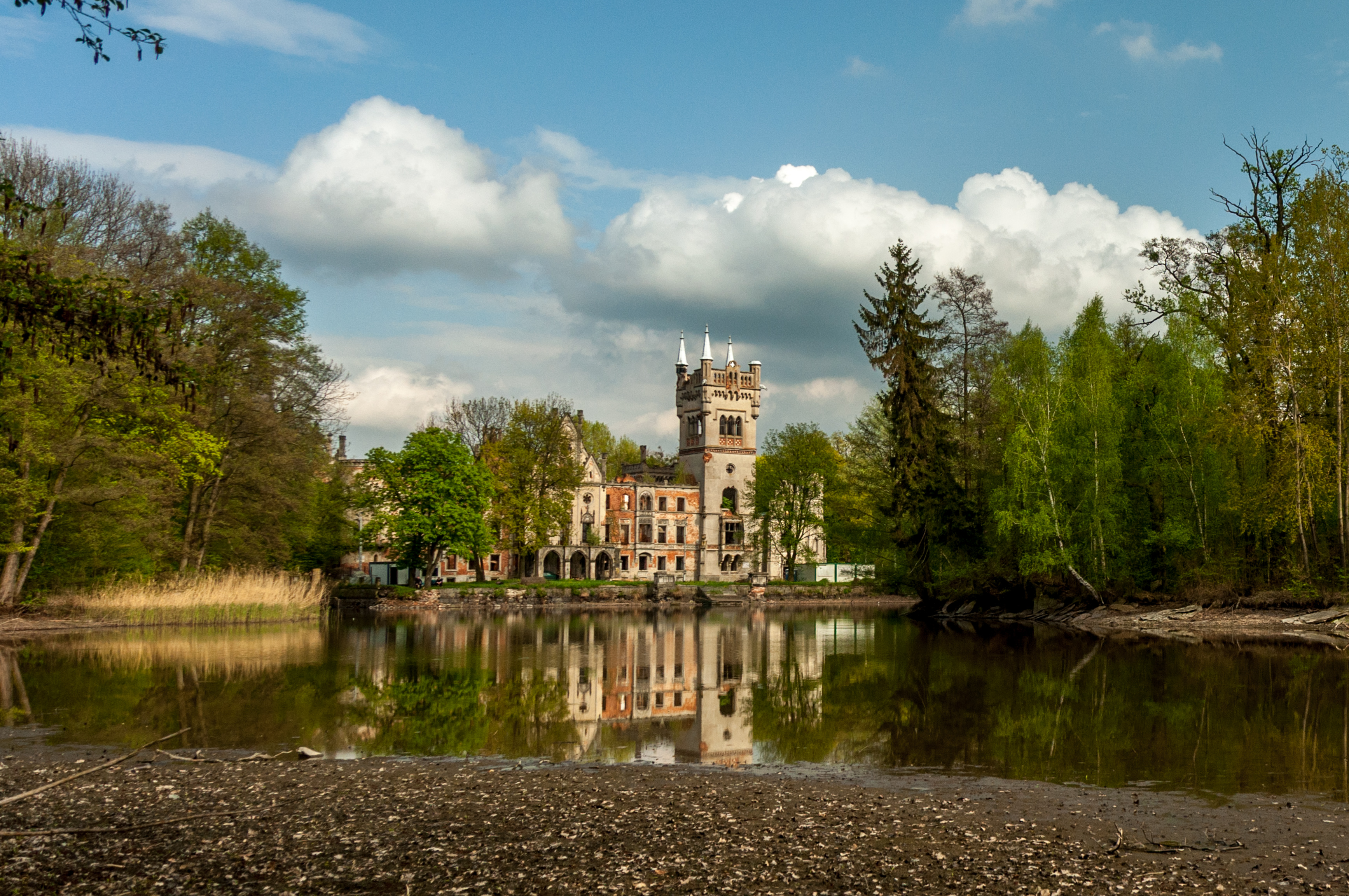
Ruinen des Schloss Koppitz

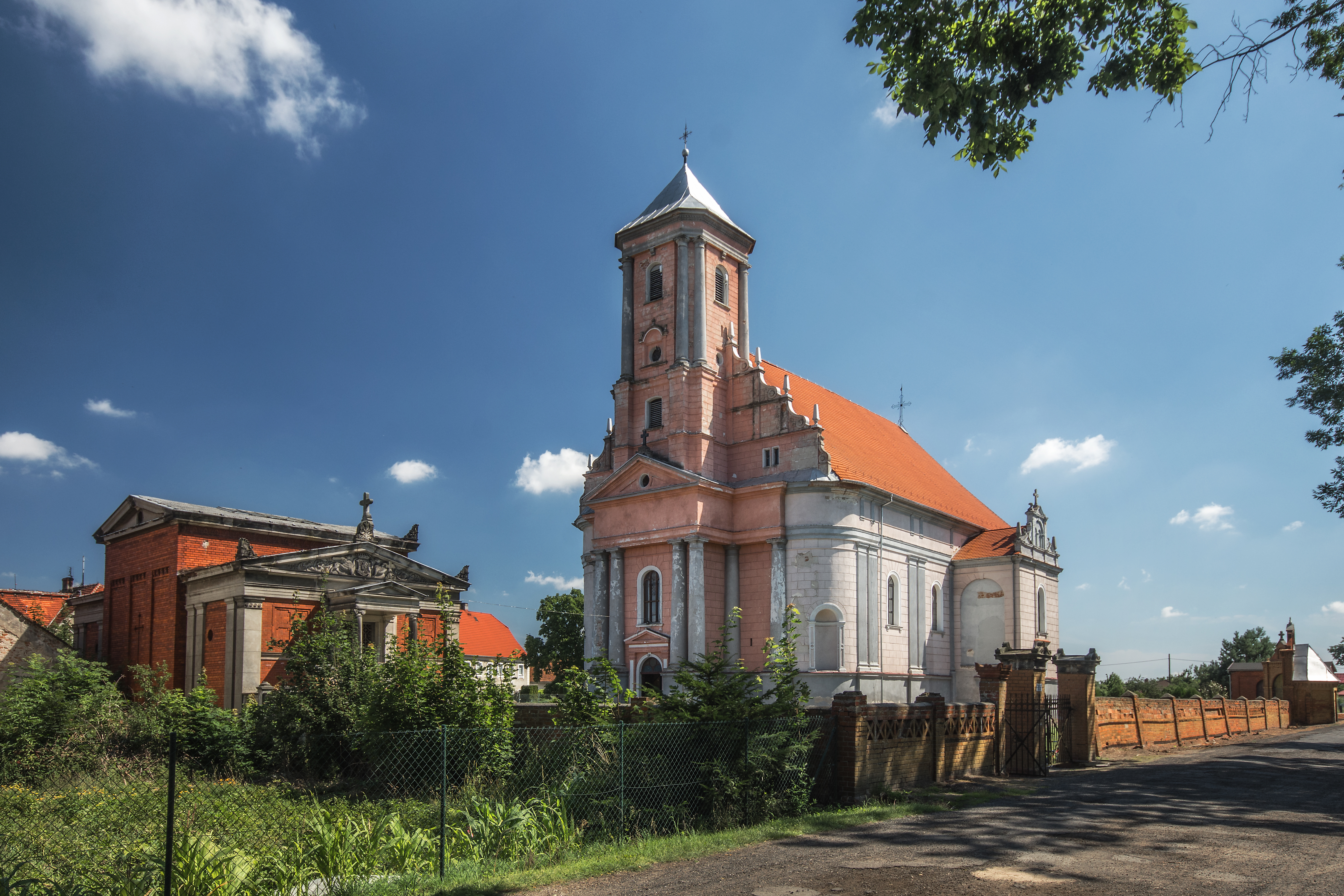
Kirche Zur Erhöhung des Heiligen Kreuzes

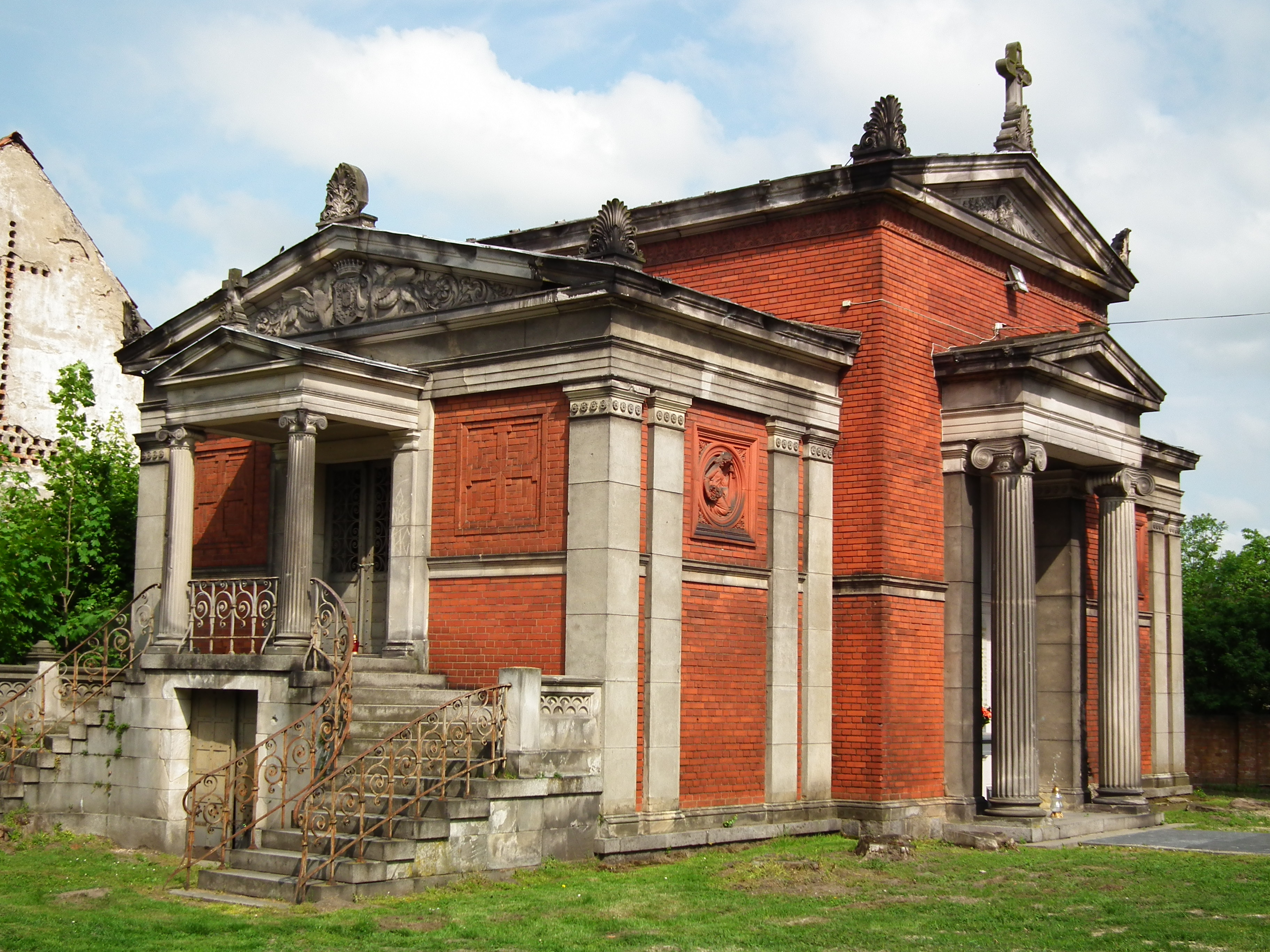
Mausoleum der Familie Schaffgotsch auf dem Dorffriedhof

Das Rittergut „Copitz“ wurde erstmals 1289 mit dem Schulzen „Richwin“ urkundlich erwähnt. 1303–04 ist es im Breslauer Zehntregister Liber fundationis episcopatus Vratislaviensis enthalten. Es gehörte zunächst zum Herzogtum Breslau und nach dessen Teilung 1311 zum Herzogtum Brieg. 1343 wurde es von der Stadt Grottkau erworben, mit der es ein Jahr später an das bischöfliche Fürstentum Neisse gelangte, das seit 1342 ein Lehen der Krone Böhmen war. Für 1371 ist die Schreibweise Coppicz Vorwerks war 1579 eine Frau Skopp. Eine eigene Pfarrei des Rittergutes Koppitz ist für das Jahr 1580 erstmals nachgewiesen.
Nach dem Ersten Schlesischen Krieg 1742 fiel Koppitz zusammen mit dem größten Teil des Fürstentum Neisse an Preußen. 1751 wurde Koppitz von der Adelsfamilie von Sierstorpff erworben.
Bis zur Säkularisation 1810 blieb es mit dem Fürstentum Neisse verbunden. Nach der Neuorganisation der Provinz Schlesien gehörte die Landgemeinde Koppitz ab 1816 zum Landkreis Grottkau, mit dem es bis 1945 verbunden blieb. 1845 bestanden im Dorf eine katholische Pfarrkirche, eine katholische Schule, ein Schloss, zwei Vorwerke, eine Brauerei, eine Brennerei, eine Ziegelei und 104 weitere Häuser. Im gleichen Jahr lebten in Koppitz 687 Einwohner, davon 13 evangelisch. Das Vorwerk Waldau hatte 1845 40 Einwohner. 1855 waren es 813 Einwohner. 1859 wurde eine katholische Schule eröffnet. Im gleichen Jahr verkaufte Feodor von Francken-Sierstorpff Koppitz an den Montanindustriellen Hans-Ulrich von Schaffgotsch. 1865 bestanden im Ort elf Bauern, 42 Gärtner- und 18 Häuslerstellen sowie ein Wirtshaus, zwei Mühlen und zwei Schulen. Die zweiklassige katholische Schule wurde im gleichen Jahr von 113 Schülern besucht. 1874 wurde der Amtsbezirk Koppitz gegründet, der aus den Landgemeinden Koppitz, Märzdorf und Tiefensee und den Gutsbezirken Koppitz, Nieder Märzdorf und Ober Märzdorf bestand. Erster Amtsvorsteher war der Rittergutsbesitzer und Kgl. Kammerherr Graf von Schaffgotsch. 1885 zählte Koppitz 805 Einwohner.
1933 betrug die Einwohnerzahl 1021. Am 22. Juli 1936 wurde Koppitz in Schwarzengrund umbenannt. Drei Jahre später lag die Einwohnerzahl bei 1314.
Als Folge des Zweiten Weltkriegs fiel Schwarzengrund 1945 an Polen. Nachfolgend wurde es in Kopice umbenannt und der Woiwodschaft Schlesien angeschlossen. Die deutsche Bevölkerung wurde weitgehend vertrieben. 1950 wurde es der Woiwodschaft Oppeln eingegliedert und 1999 kam dem neu gegründeten Powiat Brzeski.

## Sehenswürdigkeiten

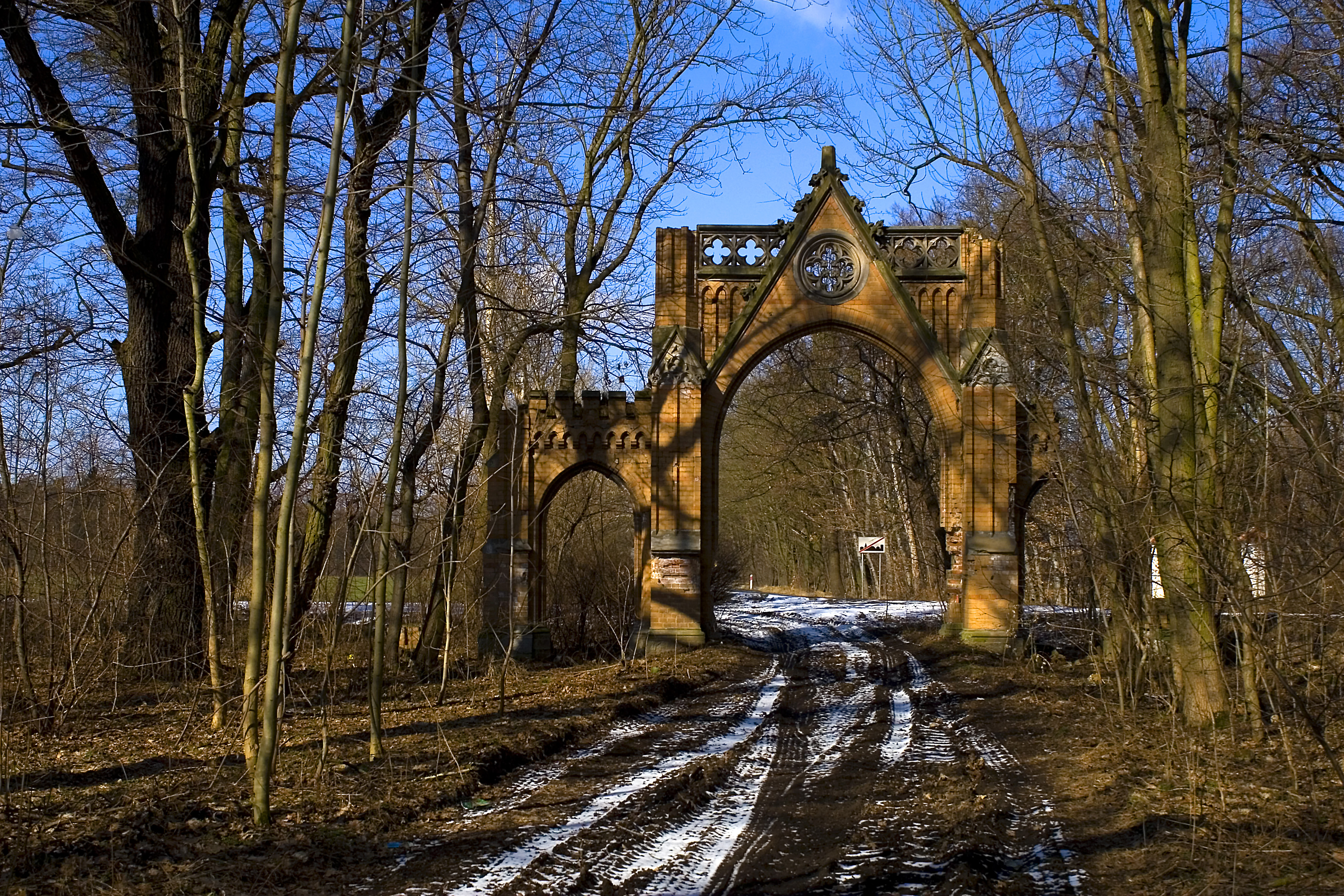
Park Koppitz

- Das Schloss Koppitz wurde 1859 von der Familie Schaffgotsch erworben und im Stil des Historismus ausgebaut. Nach einem Brand vom 7. Oktober 1956 verfiel das Gebäude. Die Ruine steht seit 1964 unter Denkmalschutz.[8]
- Nördlich des Schlosses befinden sich die ehemaligen Wirtschaftsgebäude aus dem 19. Jahrhundert.
- Landschaftspark, u. a. mit neugotischen und chinesischen Pavillons, Sybillentempel und einer Kapelle aus dem Jahre 1912.
- Die katholische Pfarrkirche Heilig Kreuz wurde zwischen 1802 und 1822 im Stil des Klassizismus erbaut. Sie entstand an der Stelle eines Vorgängerbaus, der erstmals 1588 erwähnt wurde und der hl. Hedwig geweiht war. 1954 wurde das Gebäude unter Denkmalschutz gestellt.[8]
- Das in der zweiten Hälfte des 19. Jahrhunderts errichtete neoklassizistische Mausoleum der Familie Schaffgotsch verfiel und steht seit 1957 unter Denkmalschutz.[8]
- Pfarrhaus aus dem Jahr 1807 mit Schopfwalmdach.
- Der ehemalige evangelische Friedhof wurde 1822 angelegt.[8]

## Vereine
- Fußballverein LZS Kopice

## Persönlichkeiten
- Feodor von Francken-Sierstorpff (1816–1890), Rittergutsbesitzer und Verwaltungsbeamter.
- Hans Ulrich von Schaffgotsch (1831–1915), deutscher Montanindustrieller und Parlamentarier; Erbauer des Schlosses Koppitz.
- Johanna von Schaffgotsch (1842–1910), deutsche Unternehmerin; lebte im Schloss Koppitz.
- Friedrich von Francken-Sierstorpff (1843–1897), Rittergutsbesitzer und Hofbeamter.
- Adalbert von Francken-Sierstorpff (1856–1922), deutscher Großgrundbesitzer, Geschäftsmann, Philanthrop und Sportfunktionär.
- Johannes von Francken-Sierstorpff (1858–1917), deutscher Rittergutsbesitzer und Hofbeamter.
- Ulrich Hielscher (* 1943), deutscher Opernsänger